# Трахтемирівський провулок
Трахтеми́рівський провулок — зниклий провулок, що існував у Московському районі (нині — територія Голосіївського району) міста Києва, місцевість  Мишоловка. Пролягав від Трахтемирівської вулиці до вулиці Марії Боровиченко. 

## Історія
Провулок виник у 30-ті роки XX століття під назвою 155-та Нова вулиця, складав частину Трахтемирівської вулиці (назва — з 1955 року). Відокремлений під назвою Трахтемирівський провулок у другій половині 1950-х років. Офіційно ліквідований 1977 року в зв'язку з переплануванням міста. Нині — проїзд без назви між вулицями Трахтемирівською та Марії Боровиченко.